# (5694) Berényi
(5694) Berényi est un astéroïde de la ceinture principale. Il est nommé d'après Dénes Berényi (de) (né en 1928), professeur à l'Institut de la recherche nucléaire de l'Académie hongroise des sciences, à Debrecen (il en fut également le directeur durant de nombreuses années).

## Description
(5694) Berenyi est un astéroïde de la ceinture principale. Il fut découvert le 24 septembre 1960 à l'Observatoire Palomar par Cornelis Johannes van Houten, Ingrid van Houten-Groeneveld et Tom Gehrels. Il présente une orbite caractérisée par un demi-grand axe de 2,61 UA, une excentricité de 0,17 et une inclinaison de 12,3° par rapport à l'écliptique.

## Compléments